# Algeripithecus
Algeripithecus es un género que pertenece al orden de los primates. Sus fósiles más conocidos fueron encontrados en Argelia y datan de hace unos 45 millones de años.
Su posición filogenética no está clara debido a lo altamente fragmentados que se encuentran sus fósiles.